# Folly

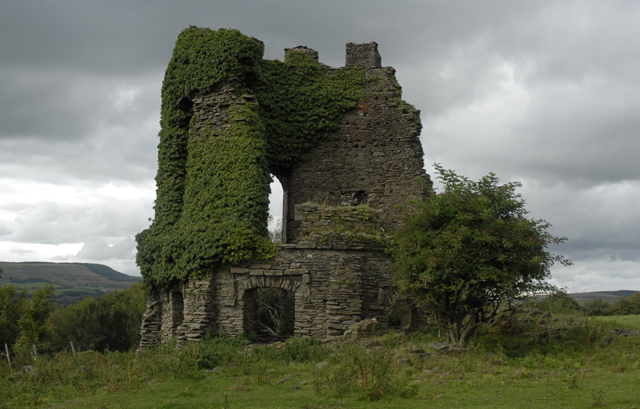
Ivy Tower v parku někdejšího Gnoll Estate u města Neath ve Walesu. Věž, kterou nechala postavit v roce 1790 Mary Mackworthová, sloužila jako rozhledna, v 1. patře byl společenský a taneční sál.

Folly (z anglického foolishness - bláznovství, hloupost, pošetilost, ztřeštěnost, nerozum) je v architektuře stavba, jejíž účel není praktický, nýbrž okrasný, dekorativní, a kromě toho má nečekaný, bizarní vzhled (odtud její název). Stavba, jíž lze označit též jako vrtoch či rozmar, bývala vybudována jako prostor pro setkávání a konverzaci, případně aby poskytovala pěkný výhled anebo připomínala nějakou osobu či událost. Follies byly od konce 18. století důležitými prvky anglických parků (např. Stourhead, Painshill) a francouzských parků (např. Versailleské zahrady).

## Folly v Česku
Z českých architektonických kuriozit lze zmínit např. realizace v Lednicko-valtickém areálu nebo v Kinského zahradě, dále umělé jeskyně, „antické chrámky“, umělé zříceniny jako je Janův hrad, Ballymotte v západních Čechách či Řytířská síň a Čertův most na kopci Třesín u Mladče. Patří sem též různé gloriety, např. Gloriet na Vlčím kopci. Určité znaky folly má i lovecký zámeček Humprecht hraběte Humprechta Jana Černína z Chudenic, napodobující Galatskou věž v Istanbulu. Nebo Čínský pavilon ve Vlašimi, který je nejstarší v České republice.

## Ukázky architektonických kuriozit

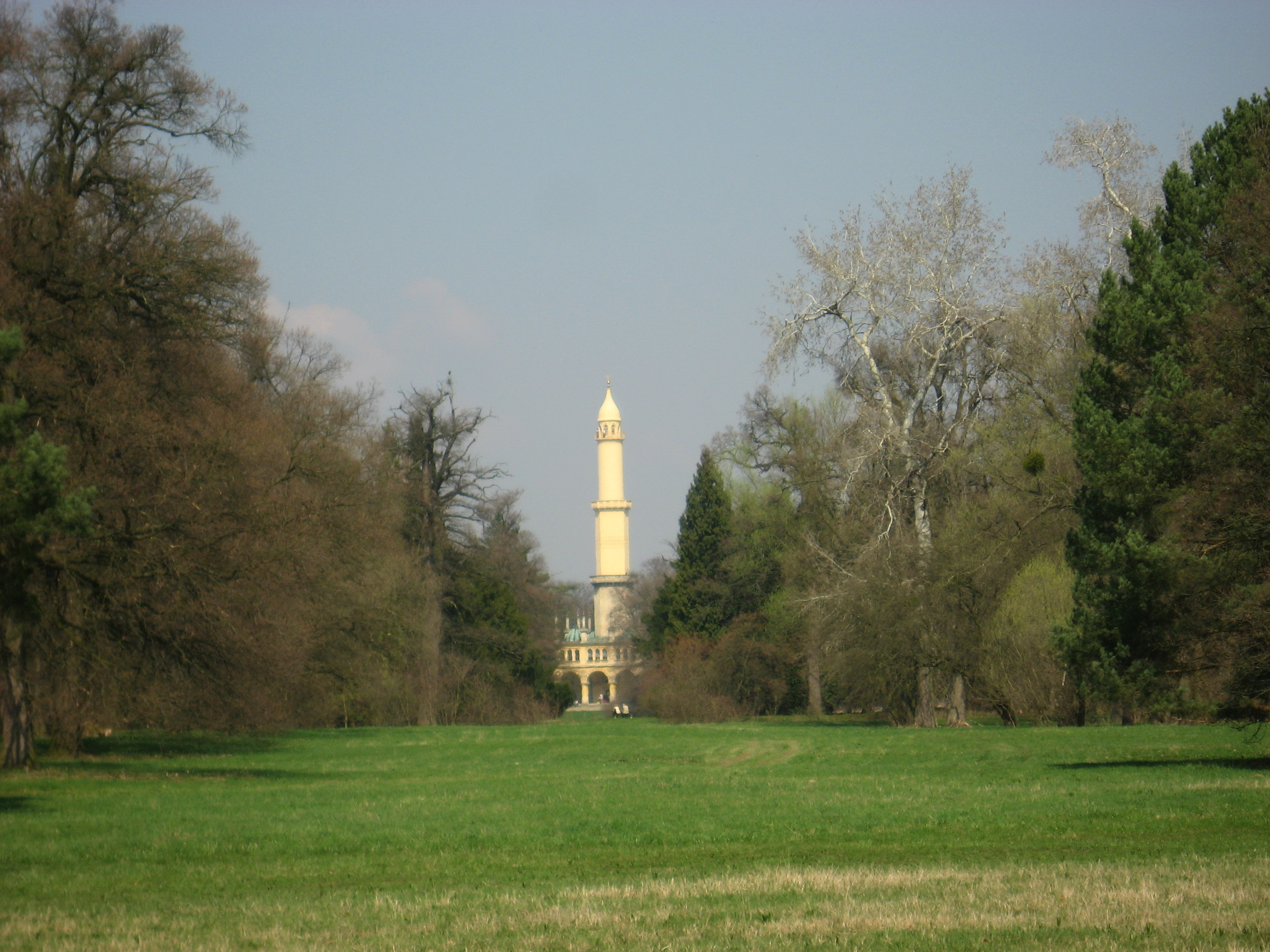
Minaret v Lednicko-valtickém areálu na Moravě
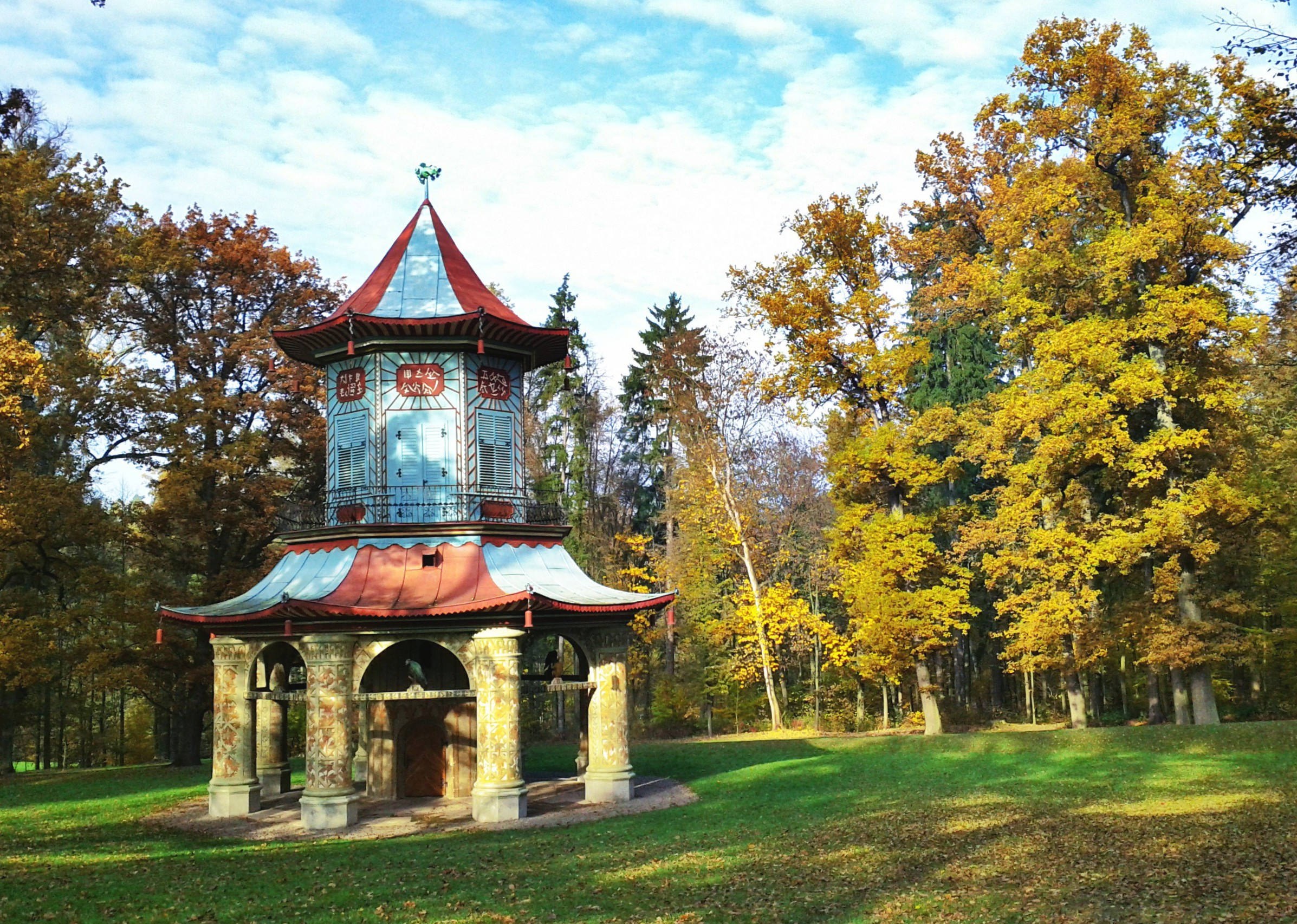
Čínský pavilon ve Vlašimi
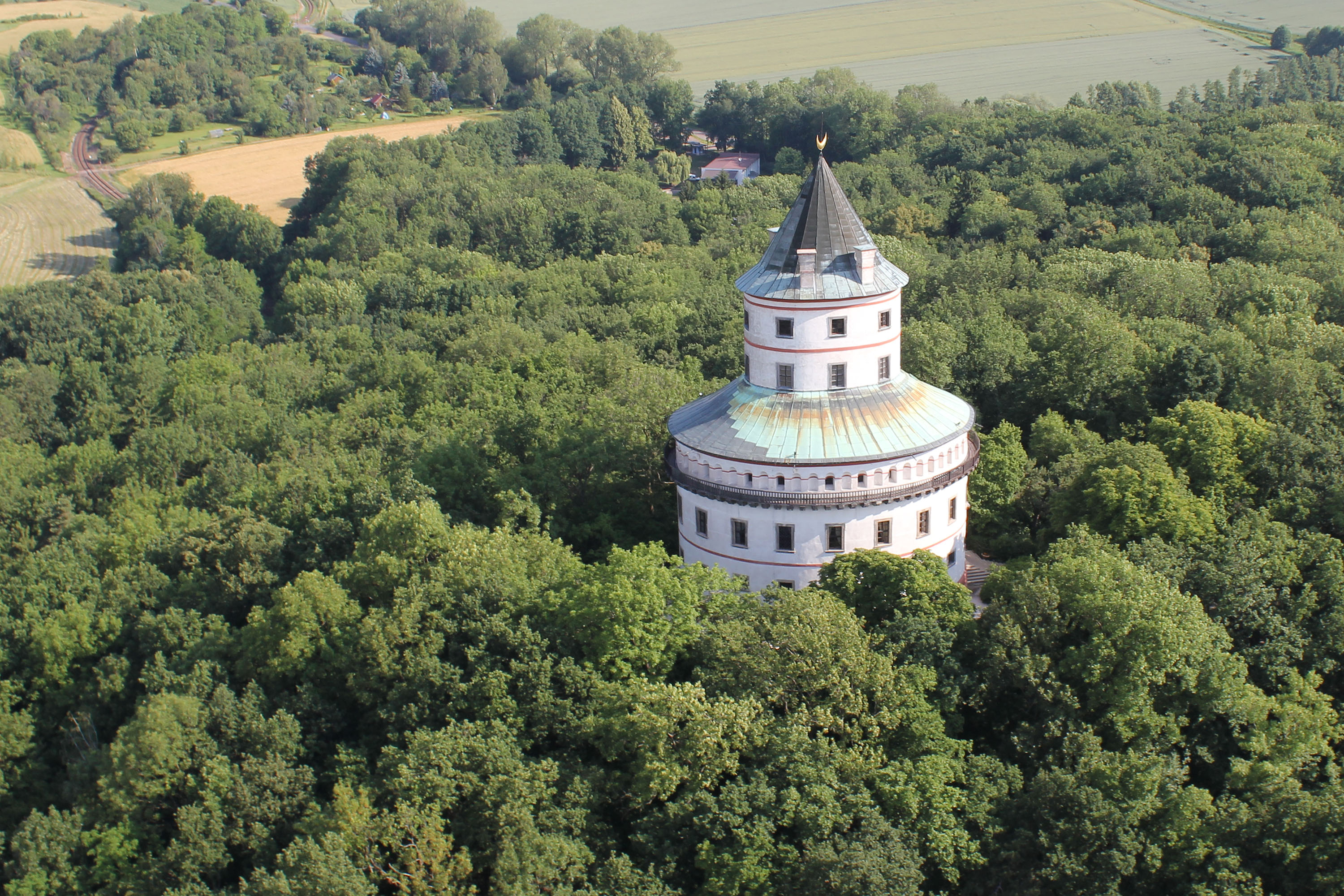
Zámek Humprecht v Sobotce
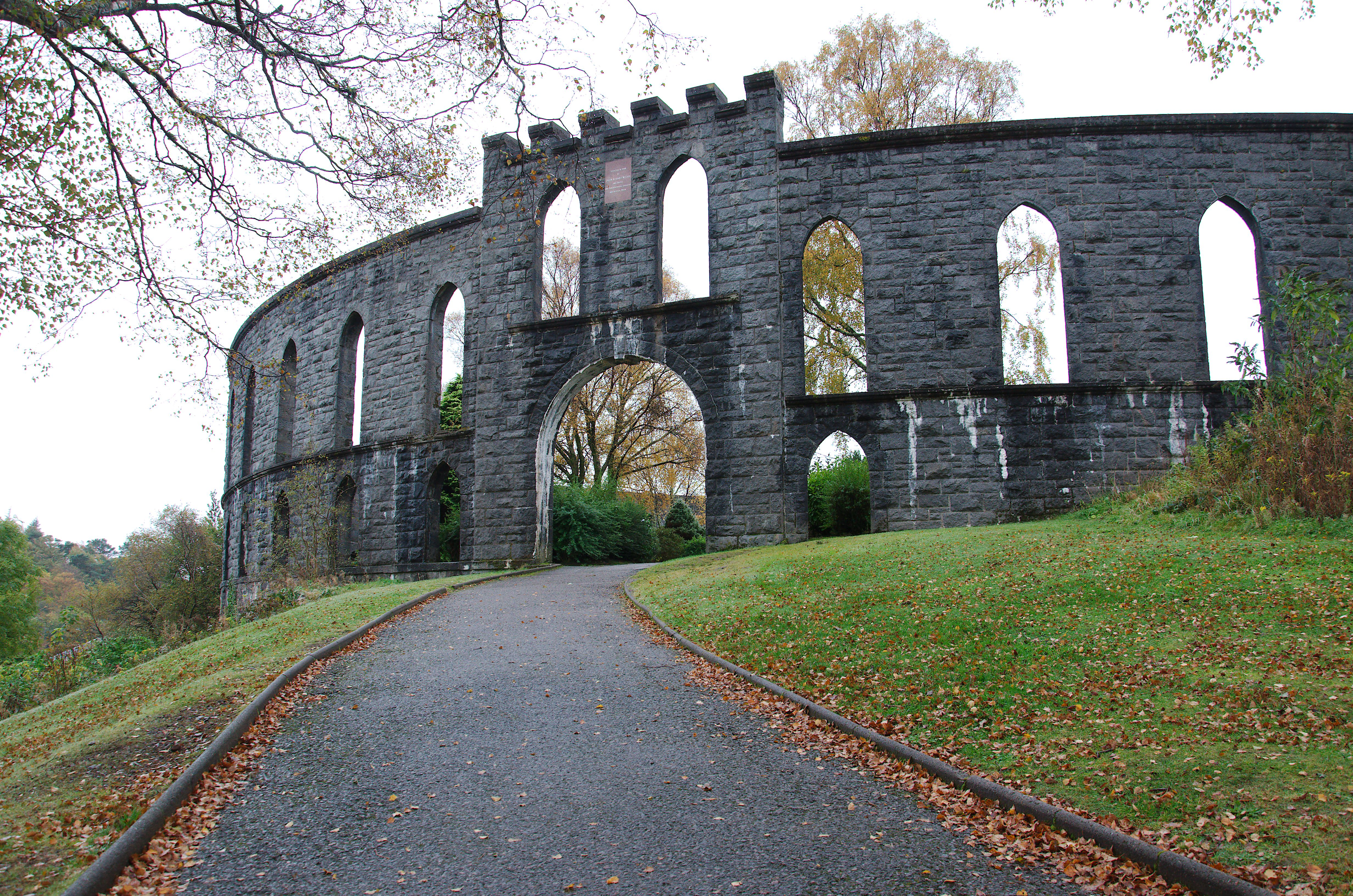
Folly ve skotském Obanu
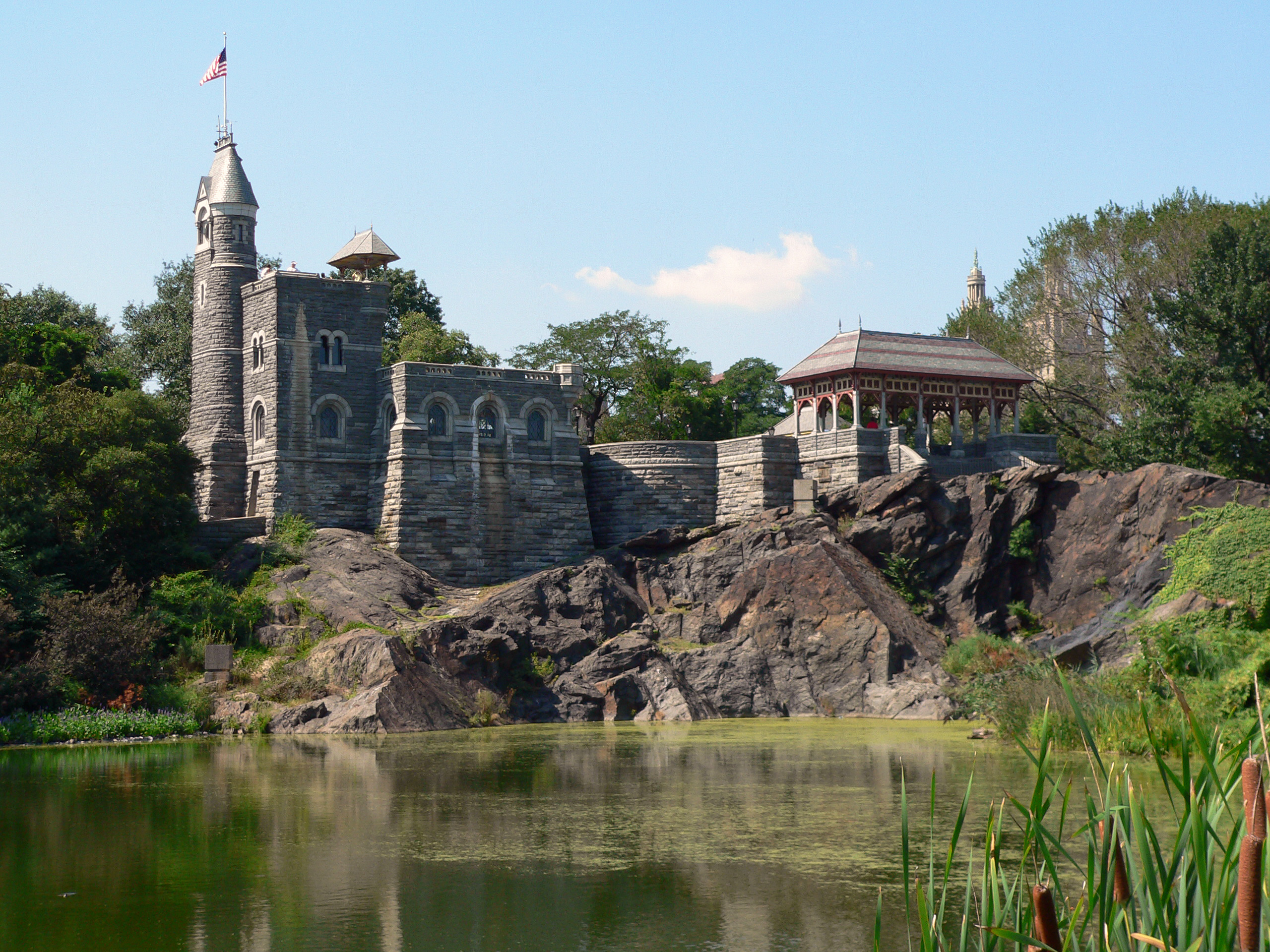
Belvedere v newyorském Central Parku
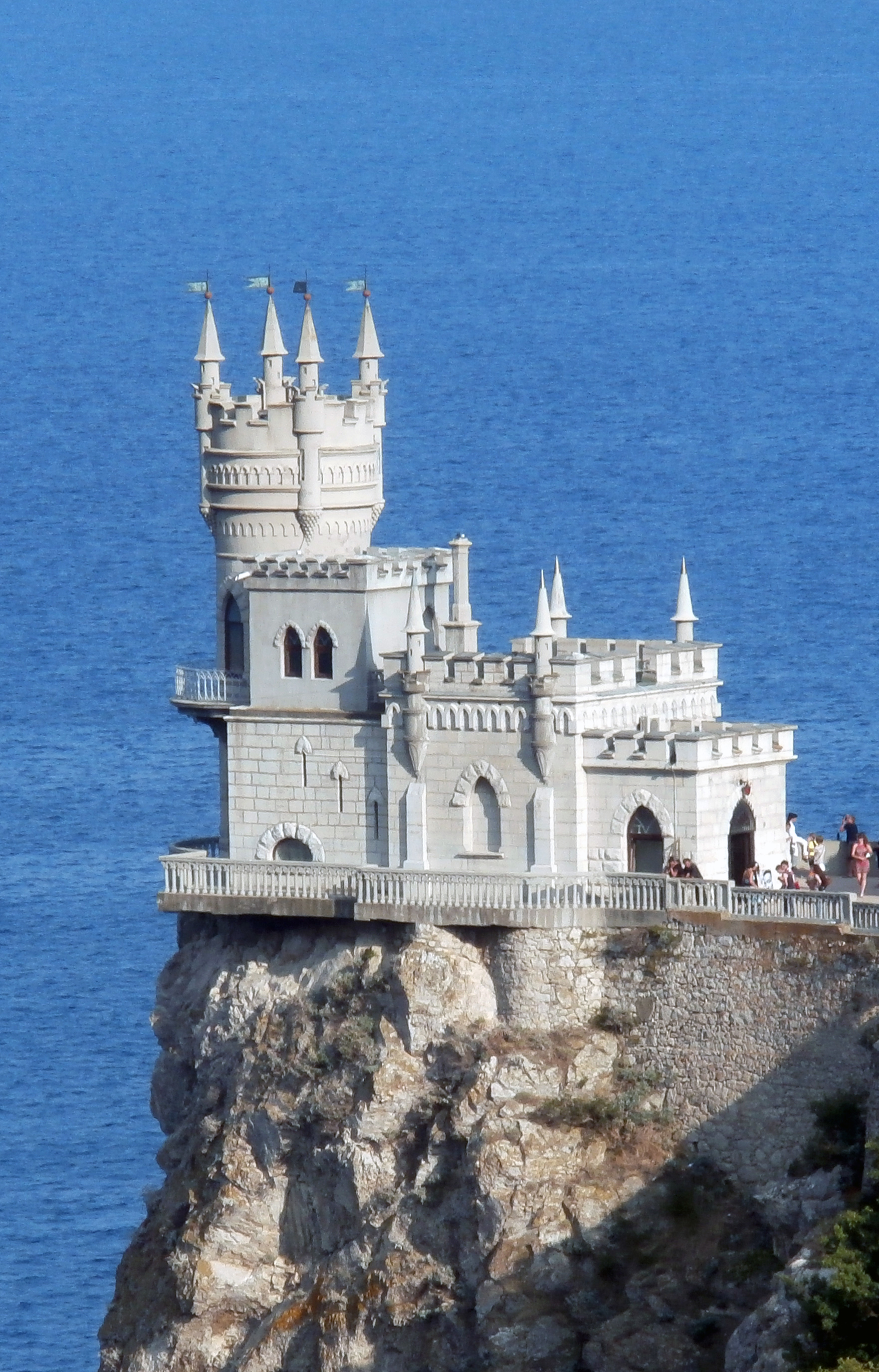
Okrasný zámek Vlaštovčí hnízdo na Krymu
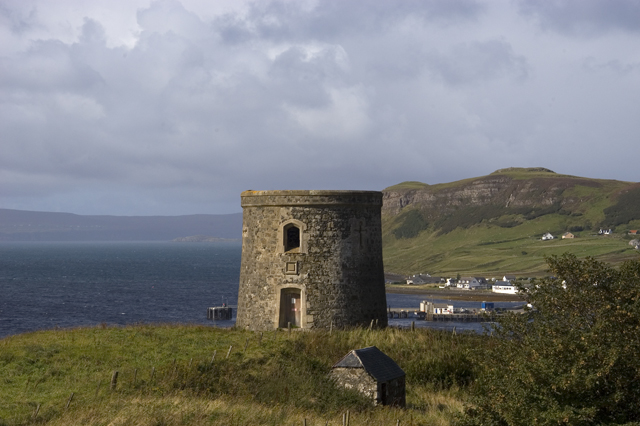
Uig Tower na skotském ostrově Skye
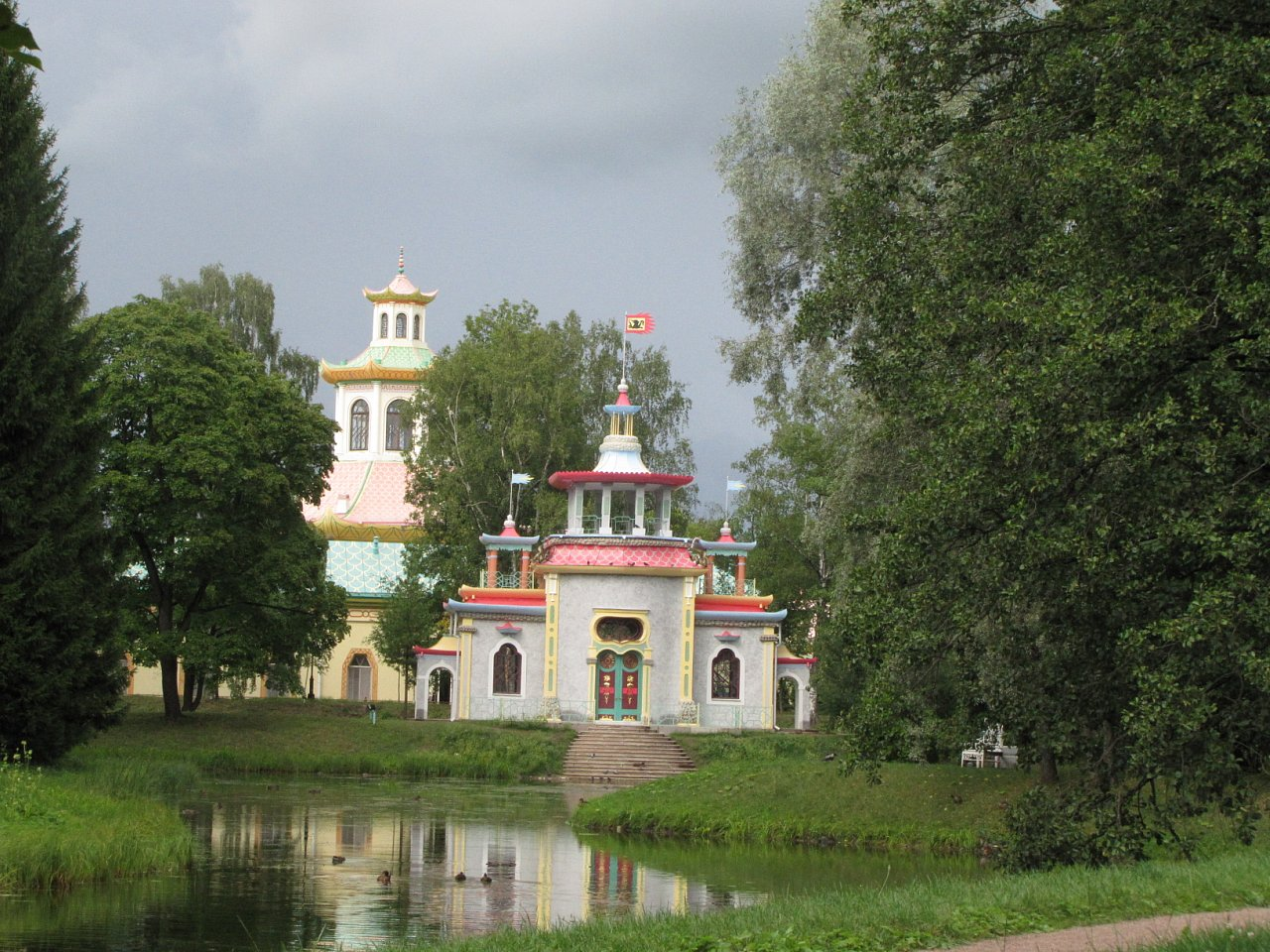
Čínská vesnička v Alexandrovském parku, Carskoe selo, Rusko
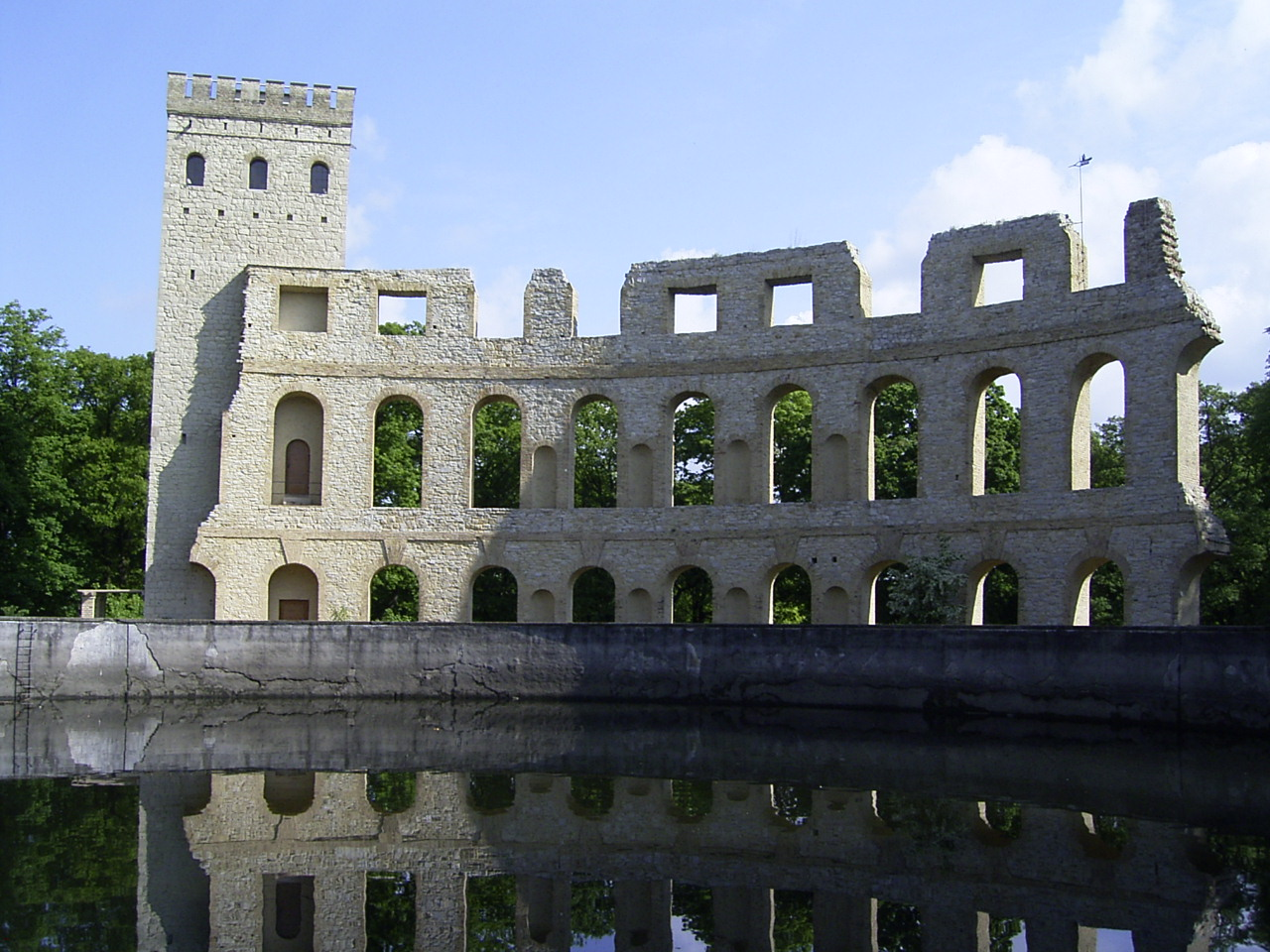
Normanská věž a divadelní zeď na Ruinenbergu u Postupimi
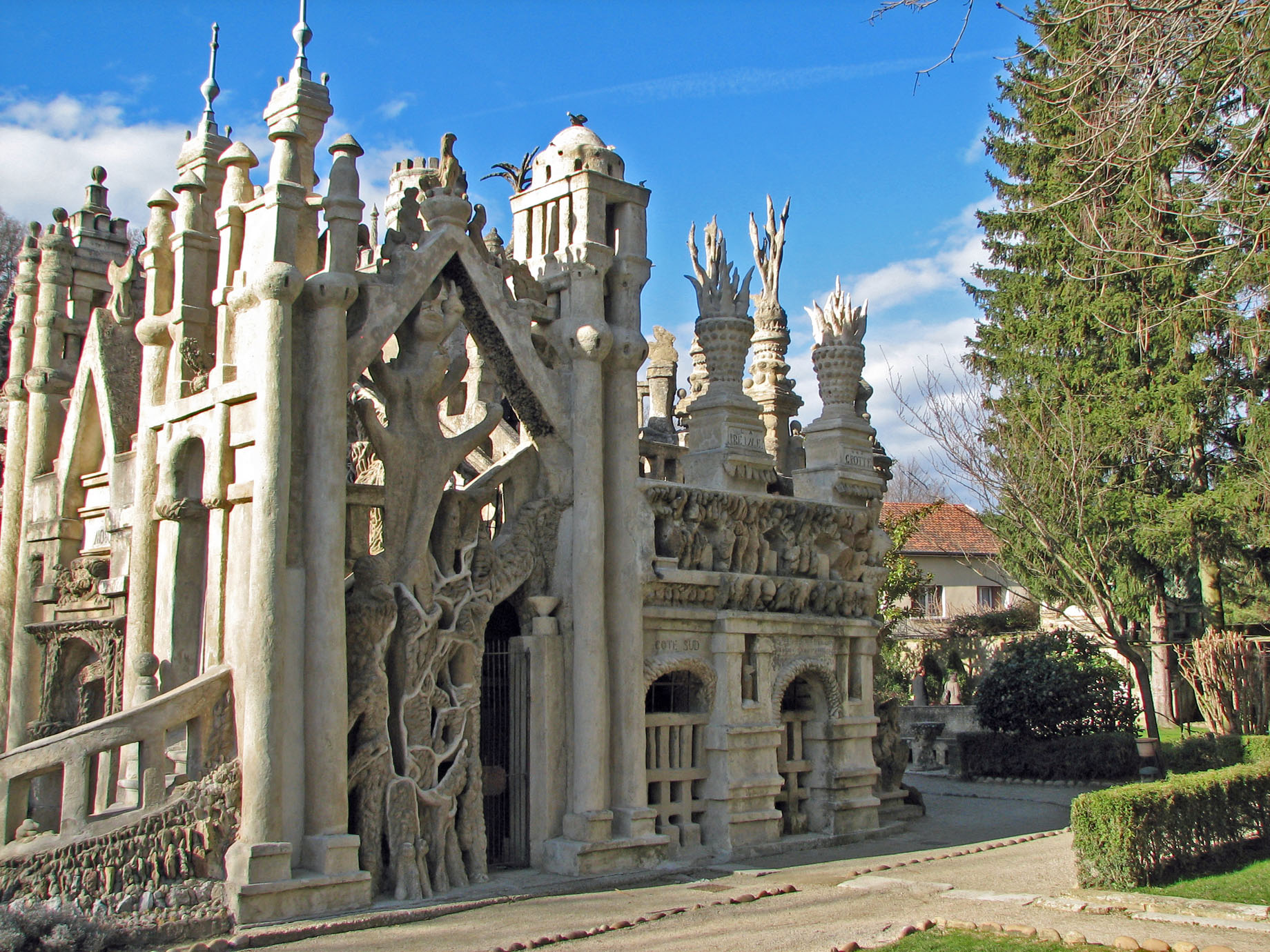
Le Palais Idéal Ferdinanda Chevala v Hauterives (Francie)
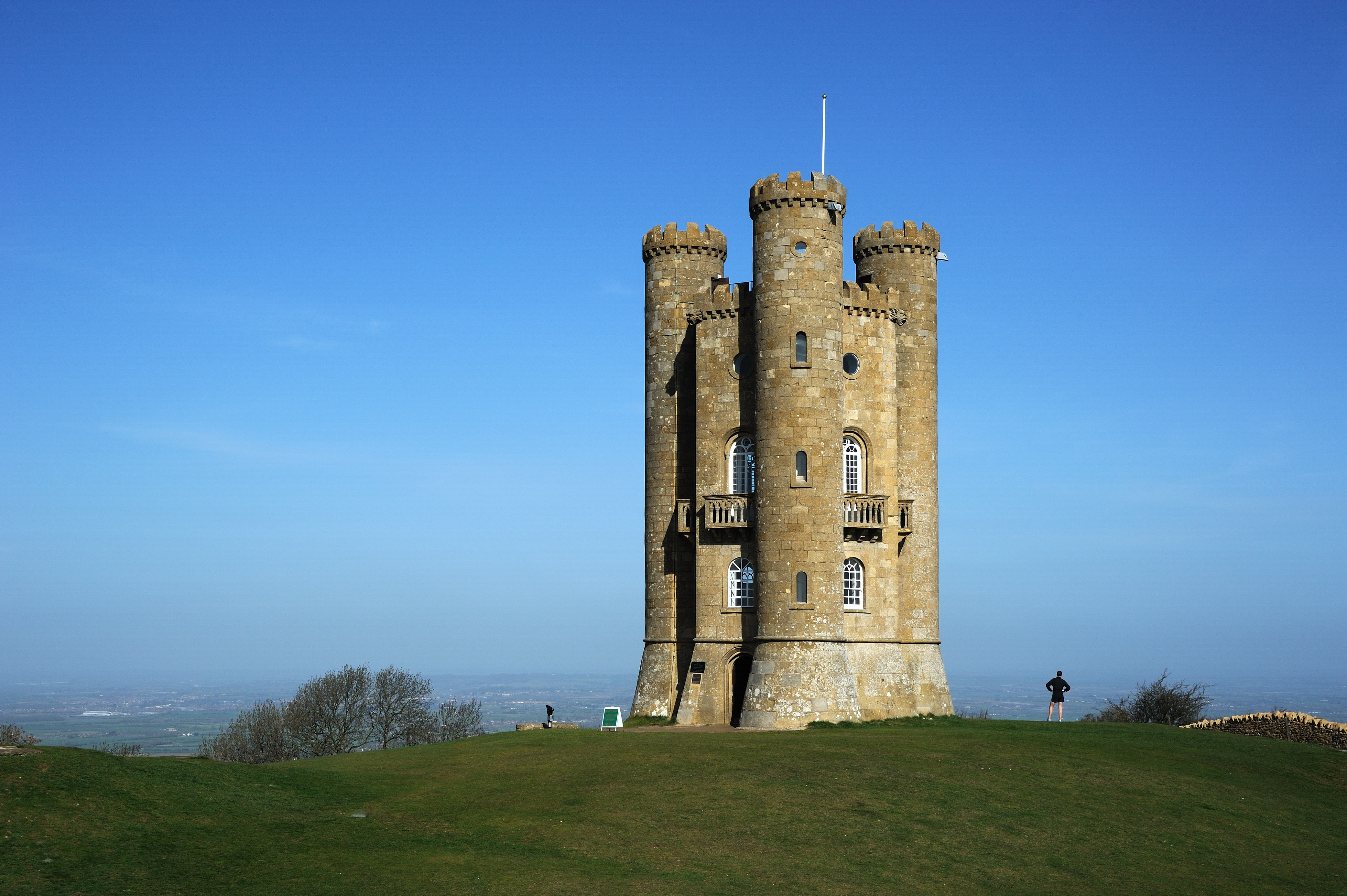
Broadway Tower v anglickém hrabství Worcestershire
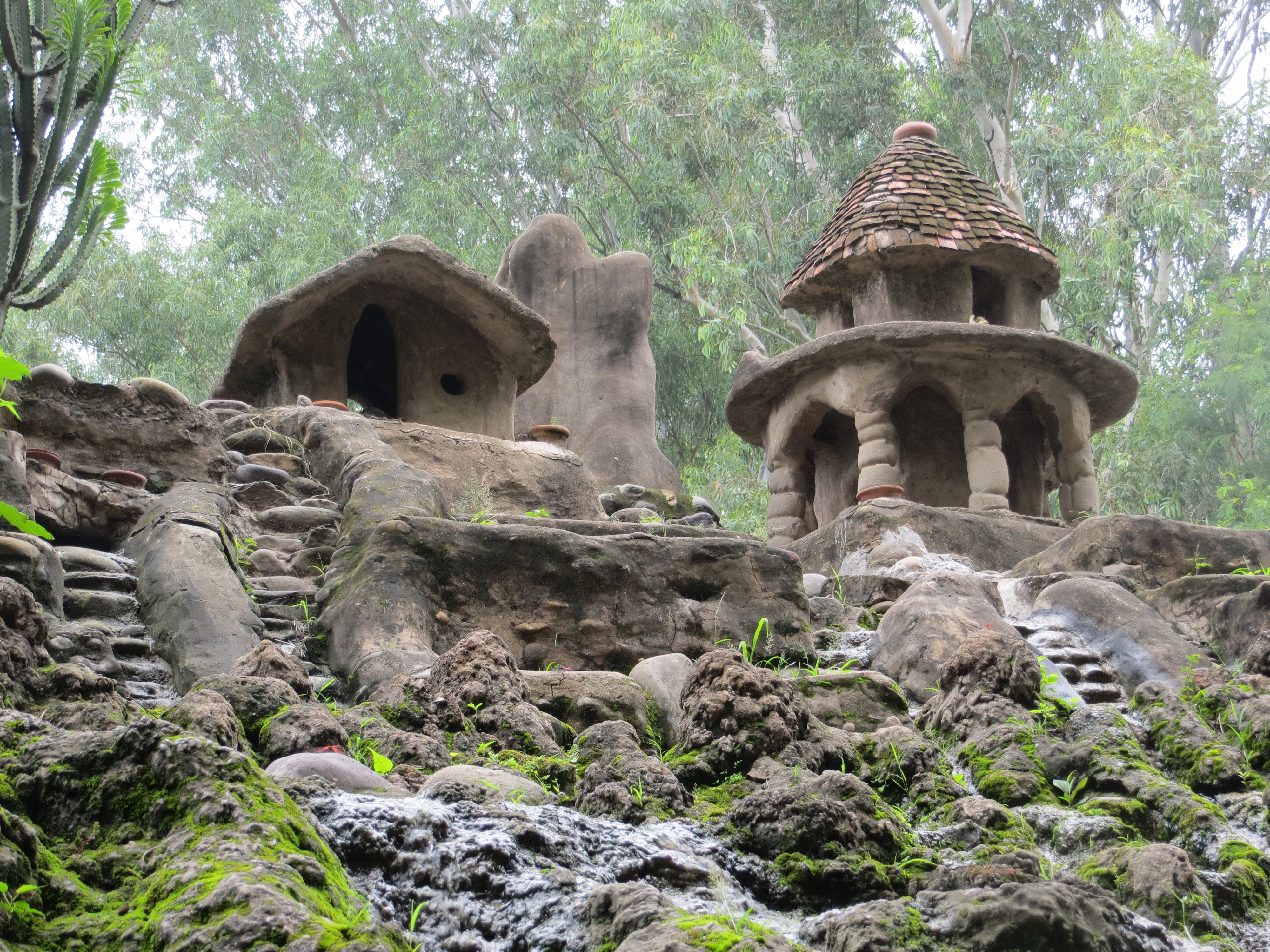
Rock Garden v indickém Čandígarhu
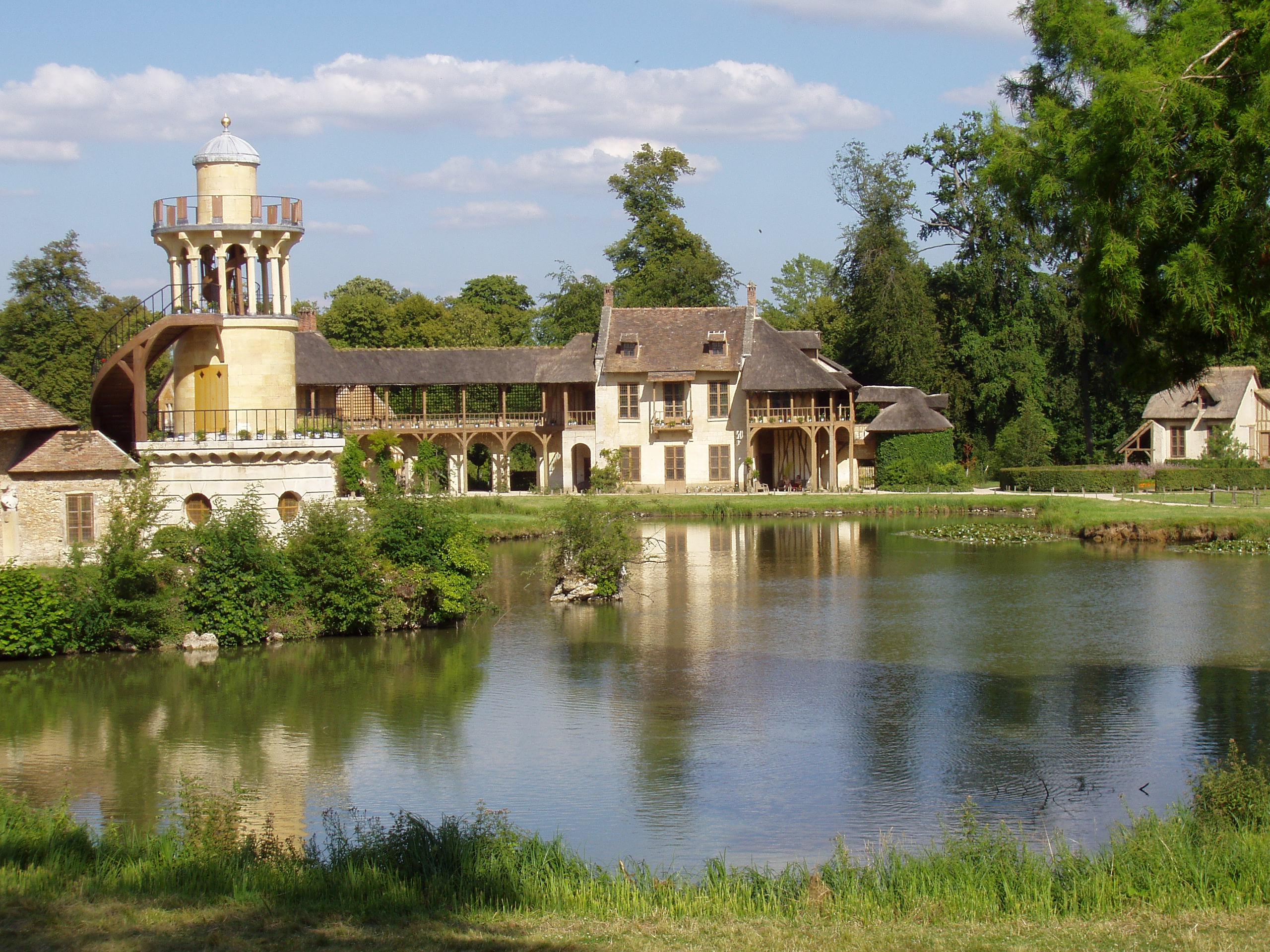
Hameau de la Reine ve versailleském parku
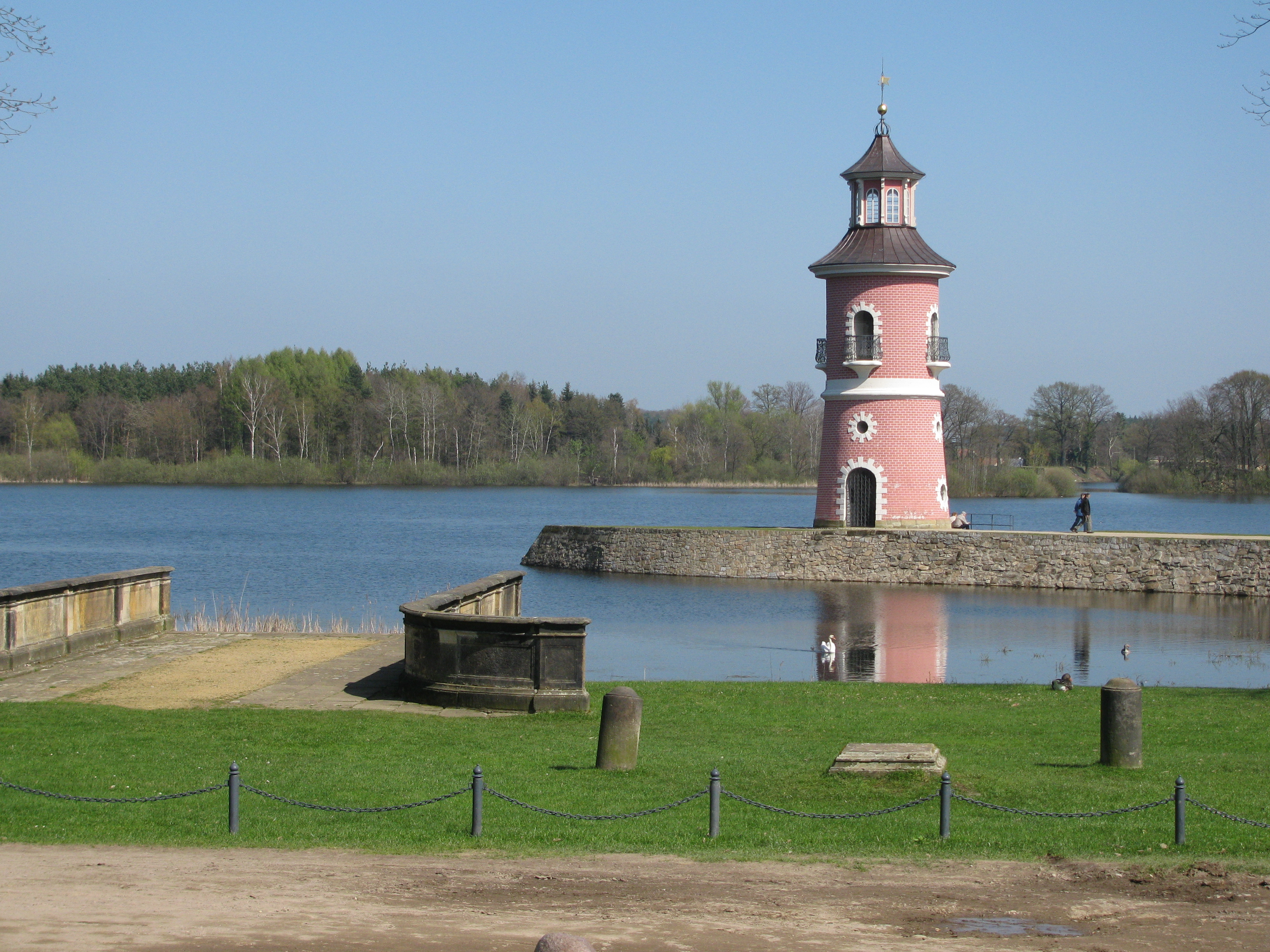
Maják v parku zámku Moritzburg u Drážďan